# Mátraverebély
Mátraverebély es un pueblo ubicado en el condado de Nógrád, Hungría.

## Superficie
Posee una superficie de 18,40 kilómetros cuadrados.

## Demografía
Hasta 2021 la población era de 1841 habitantes, con una densidad de población de 100,05 habitantes por kilómetro cuadrado.